# Поселення Великого князівства Литовського у Північному Причорномор'ї
Поселення Великого князівства Литовського у Північному Причорномор'ї — це поселення (міста, села, фортеці, замки) в міжріччі Дунаю та Дніпра, які в 14-15 століттях контролювалося  Великим князівством Литовським. В цей період тут з'являється ряд поселень, основним населенням яких були вихідці з князівств колишньої Київської Русі (українці). Під час правління Великого князя Вітовта у 1390х роках війська ВКЛ взяли під контроль територію міжріччя Дунаю і Дніпра, після цього почався процес освоєння нових земель, до 1430х було побудовано ряд поселень, налагоджена митна служба яка контролювала важливі торговельні шляхи між Азією і Європою.  В 1430—1490х роках литовські поселення Північного Причорномор'я переживали свій розквіт, хоч і зазнавали періодичних набігів татар Кримського Ханства. В 1490х роках на землі міжріччя Дунаю і Дніпра напали війська Османської імперії та її васала Кримського Ханства, війська ВКЛ намагалися відстояти ці землі, бойові дії тривали з перемінним успіхом аж до 1510х років коли ВКЛ остаточно втратило причорноморські володіння. Османи частину поселень перетворили на власні, іншу частину зруйнували.

### Список поселень Великого князівства Литовського у Північному Причорномор'ї
| Назва поселення   | Заснування | Доля поселення після османського завоювання | Примітки                                                           |
| ----------------- | --- | --- | ------------------------------------------------------------------ |
| Маяк-Каравул      | Заснований Великим князем Вітовтом у 1421 році | У 16 столітті Маяк-Каравул був зруйнований османами. | Деякі дослідники вважають що окремо існували замки Маяк і Каравул. |
| Кацюбіїв          | Перша згадка 1415 рік, на думку деяких дослідників поселення засноване на основі Генуезької факторії Джінестра                                                                       | Частково зруйноване османами в 1490х роках і обезлюдніло. Знову заселене в кінці 17 століття. В 1794 році на основі Коцюбієва засновано місто Одеса.     |                                                                    |
| Балабки           | Поселення засноване на початку 15 століття. | Доля поселення після османського завоювання невідома. |                                                                    |
| Чорногород        | Місто засноване на початку 15 століття. | Включено в склад Молдавського князівства як Четатя-Албе. Сьогодні місто Білгород-Дністровський                                                           | Назва походить від генуезької назви Маврокастро                    |
| Дашів             | Фортеця заснована Великим князем Вітовтом у 1415 році. | Захоплена кримськими-татарами в 1480х, в 1492 році османи на основі фортеці Дашів створили власне місто Очаків .                                         |                                                                    |
| Баликлей          | Фортеця заснована на початку 15 століття. | Доля поселення після османського завоювання невідома. |                                                                    |
| Соколець          | В часи Золотої Орди на місці Сокольця існувала золотоординська фортеця Чичаклей, на початку 15 століття вона була перетворена Великим князем Вітовтом на литовську фортецю Соколець. | Доля після османського завоювання невідома. Але в 18 столітті на місті Сокольця існував козацький зимівник                                               | див. Вознесенськ                                                   |
| Вітовтова митниця | Фортеця побудована Великим князем Вітовтом на початку 15 століття | Після захоплення османами діяло як османська фортеця, на початку 17 століття на основі фортеці виникає місто. В 1784 році місто отримало назву Берислав. |                                                                    |